# Maria Duim
Maria Schmidt-Duim (geboren um 1712 vermutlich in Amsterdam; begraben am 3. Oktober 1781 in Amsterdam) war eine niederländische Schauspielerin und Tänzerin.

## Leben
Maria Duim wurde um 1712 vermutlich in Amsterdam geboren. Sie war die Tochter des Bildhauers und Schauspielers Izaäk Duim dem Älteren (ca. 1671–1747) und Elisabeth Hendrie (1673–vor 1722). Ihre Eltern hatten vor ihrer Geburt mit einigen Problemen zu kämpfen. Aus unbekannten Gründen war ihre Mutter 1699 in Konflikt mit der Stadtregierung geraten und aus Amsterdam verbannt worden. Izaäk Duim, von Beruf Bildhauer, schloss sich in den folgenden Jahren wegen des Exils seiner Frau verschiedenen Wandertheatergruppen an. Nach dem Tod seiner Frau heiratete er die Schauspielerin Maria Junius und trat ab 1723 an der Stadsschouwburg Amsterdam auf. Ihre fünf Jahre ältere Schwester Hendrina war ebenfalls Schauspielerin und auch Maria Duim wurde, als sie fünfzehn Jahren alt war, 1727 von der Stadsschouwburg engagiert. Sie erhielt 1,50 Gulden pro Vorstellung und wurde zum Spielen, Singen und/oder Tanzen verpflichtet. Sechs Jahre später, 1733, trat sie an der Seite des Schauspielers Jan Punt auf. Eigentlich spielte Adriana Maas die Hauptrolle, doch da diese nicht rechtzeitig vor Ort war, übernahm Maria Duim ihren Part. Ihr Auftritt wurde von den Kritikern sehr gelobt. Sie musste die Rolle der Mariamne in der Tragödie „Herodes und Mariamne“ mit dem Textbuch in der Hand spielen, da sie die Rolle nicht kannte.
Ihr Lohn stieg nach und nach: 1734 erhielt sie 3,75 Gulden pro Vorstellung.
Sie heiratete am 18. April 1738 in Amsterdam den 24-jährigen Mennoniten, Diamantenschleifer und Schauspieler Rieuwert Schmidt (1714–1775). Aus dieser Ehe gingen sechs Kinder hervor, von denen drei früh starben. Die Kinder, die das Erwachsenenalter erreichten, waren Christina (1738), Izaak (1740) und Maria (1750). Von ihrer ältesten Tochter hieß es, dass nicht Schmidt, sondern , sondern „der mennonitische Herr Van Mekeren“ ihr Vater sei. Nachdem 1742 der Witwer ihrer verstorbenen Schwester Hendrina, Jan van der Sluys, wegen des Verdachts der Mittäterschaft bei einem Mord verhaftet und im folgenden Jahr für immer aus Amsterdam verbannt worden war, Erhielten ihr Vater und ihr Mann das Sorgerecht für die Kinder von Hendrina. So zogen in das Haus des Ehepaares Schmidt-Duim das damals zwei sehr kleine Kinder hatte, drei Kinder im Alter zwischen zwölf und sechzehn Jahren.
Maria Duim trat, wie ihr Vater und ihr Mann, lange Zeit in Amsterdam auf. Weder sie noch ihr Mann begleiteten Jan Punt, als der nach dem Brand der Stadsschouwburg im Jahr 1772 nach Rotterdam ging und eine neue Kompanie gründete. Im Jahr 1774 erhielt das inzwischen hochbetagte Ehepaar ein gemeinsames Gehalt von 945 Gulden. Rieuwert Schmidt starb 1775, Maria Duim starb im Jahr 1781. Sie lebten zuletzt im Haus ihres Sohnes. Wie ihr Ehemann wurde sie auf dem Friedhof der Westerkerk beigesetzt.